# 연관 규칙 학습
연관 규칙 학습(Association rule learning) 또는 연관 규칙 마이닝은 대규모 데이터베이스에서 변수 간의 흥미로운 관계를 발견하기 위한 규칙 기반 기계 학습 방법이다. 이는 흥미로운 척도를 사용하여 데이터베이스에서 발견된 강력한 규칙을 식별하기 위한 것이다. 다양한 항목이 포함된 특정 트랜잭션에서 연관 규칙은 특정 항목이 연결되는 방법과 이유를 결정하는 규칙을 발견하기 위한 것이다.
강력한 규칙 개념을 바탕으로 라케시 아그라왈, 토마스 이미엘린스키, 아룬 스와미는 슈퍼마켓 POS(판매 시점 정보 관리) 시스템에 기록된 대규모 거래 데이터에서 제품 간의 규칙성을 발견하기 위한 연관 규칙을 도입했다. 예를 들어, 슈퍼마켓 판매 데이터에서 발견된 {양파, 감자} => {버거} 규칙은 고객이 양파와 감자를 함께 구매하는 경우 햄버거 고기도 구매할 가능성이 있음을 나타낸다. 이러한 정보는 판촉 가격 책정이나 제품 배치와 같은 마케팅 활동에 대한 결정의 기초로 사용될 수 있다.
위의 장바구니 분석 예 외에도 오늘날 웹 사용 마이닝, 침입 탐지, 연속 생산 및 생물정보학을 포함한 많은 응용 분야에서 연관 규칙이 사용된다. 시퀀스 마이닝과 달리 연관 규칙 학습은 일반적으로 트랜잭션 내에서 또는 트랜잭션 전체에서 항목의 순서를 고려하지 않는다.
연관 규칙 알고리즘 자체는 데이터 마이닝에 대한 전문 지식이 없는 사람들이 실행하기 어렵게 만들 수 있는 다양한 매개변수로 구성되며, 이해하기 어려운 많은 규칙이 있다.

## 관련 문헌
- Annotated Bibliography on Association Rules 보관됨 2017-02-19 - 웨이백 머신 by M. Hahsler